# دیوار عشق

دیوار عشق در سال ۲۰۱۰

دیوار عشق (فرانسوی: Le mur des je t'aime‎ دیوارِ من تو را دوست دارم) دیواری به مساحت ۴۰ مترمربع با مضمون عشق است که در میدان یا باغ‌میدان (Jehan Rictus) در منطقهٔ مونمارت پاریس واقع شده‌است. این دیوار در سال ۲۰۰۰ به دست هنرمند خوشنویس، فِدِریک بارون، و نقاش دیواری، کلِر کیتو، ایجاد شد. در این دیوار ۶۱۲ عدد کاشی دیده می‌شود که روی آنها عبارت «دوستت دارم» ۳۱۱ بار و به ۲۵۰ زبان زنده آورده شده‌است. هر کاشی ۲۱ در ۲۹٫۷ سانتیمتر مربع است. رنگ‌های قرمز روی دیوار نماد بخش‌هایی از یک قلبِ شکسته‌است. در این اثر هنری، سه بار از زبان فارسی استفاده شده‌است.
بازدید از دیوار برای عموم رایگان است.